# Le Sang du temps
Le Sang du temps est un roman policier écrit par Maxime Chattam, publié en France aux éditions Michel Lafon en 2005.

## Principaux personnages
- Personnages de 2005
  - Marion : travaille à l'Institut médico-légal de Paris et est au cœur d'un scandale mettant en scène les plus hautes instances de l'Etat. Elle s'est exilée au Mont-Saint-Michel sous la protection de la DST. Lors d'une sortie à Avranches, elle découvre le journal intime d'un détective anglais enquêtant au Caire, Jeremy Matheson.
  - Béatrice : commerçante du Mont-Saint-Michel avec laquelle Marion s'est liée d'amitié.
  - Joe : vieil habitants du Mont-Saint-Michel depuis plusieurs dizaines d'années.
  - La Fraternité abbatiale du Mont-Saint-Michel :  composée de sœur Anne, frère Damien, sœur Gabriela, sœur Agathe, frère Gaël, frère Christophe, frère Gilles, frère Serge et sœur Luce.
  - Ludwig : gardien du Mont.
  - Grégoire : fils de Béatrice.

- Personnages de 1928
  - Jeremy Matheson : détective britannique[1] travaillant au Caire depuis une dizaine d'années.
  - Azim Abd el-Dayim : collaborateur de Jeremy au Caire.
  - Jezabel Leenhart-Keoraz : femme de Francis Keoraz. Jeremy a une histoire d'amour passionnée avec elle avant son mariage avec ce dernier.
  - Francis Keoraz : mécène de la fondation Keoraz qui vient proposer bénévolement des activités éducatives aux enfants pauvres du Caire.
  - Humphreys : le directeur de la fondation Keoraz.
  - Docteur Benjamin Cork : médecin de l'hôpital Lord Kitchener.